# UEFA Futsal Champions League 2020-2021
La UEFA Futsal Champions League 2020-2021 è stata la 20ª edizione del torneo continentale riservato ai club di calcio a 5 vincitori nella precedente stagione del massimo campionato delle federazioni affiliate alla UEFA e la terza con questa denominazione. La competizione è iniziata il 24 novembre 2020 e si è conclusa il 3 maggio 2021.
A seguito della pandemia di COVID-19 per questa edizione si è optato per un cambio di programma che prevede tutti turni ad eliminazione diretta da disputare in gara unica.
La Final Eight, inizialmente in programma alla Minsk Arena di Minsk, dapprima spostata all'Arena Zagreb di Zagabria, si è tenuta nella Dvorana Krešimira Ćosića di Zara.

## Squadre partecipanti
Le migliori tre nazioni del ranking ovvero Spagna, Portogallo e Russia hanno diritto a iscrivere due squadre. Dal momento che la detentrice del trofeo appartiene a una di queste federazioni anche il Kazakistan, quarto nel ranking, ottiene questo vantaggio. Le loro otto rappresentanti, tra cui il Barcellona campione in carica, sono fra le 9 squadre con i coefficienti più alti e partono direttamente dal secondo turno. Le altre 46 iniziano dal primo turno. Le federazioni in gara sono 51, due in meno della scorsa edizione.

### Lista
I club sono stati ordinati in base al loro coefficiente UEFA (aggiornato a settembre del 2020).

| Sedicesimi di finale | Sedicesimi di finale | Sedicesimi di finale | Sedicesimi di finale | Sedicesimi di finale |
| Rank                 | Squadra              | Coeff.               | Urna                 |                      |
| -------------------- | -------------------- | -------------------- | -------------------- | -------------------- |
| TH                   | Barcellona           | 69.001               | 1                    |                      |
| 1                    | Inter                | 60.667               | 1                    |                      |
| 2                    | Sporting Lisbona     | 57.999               | 1                    |                      |
| 3                    | Qairat               | 35.667               | 1                    |                      |
| 4                    | Benfica              | 33.332               | 1                    |                      |
| 5                    | KPRF Mosca           | 24.000               | 1                    |                      |
| 6                    | Gazprom Jugra        | 20.333               | 1                    |                      |
| 7                    | Aqtöbe               | 16.000               | 1                    |                      |
| 8                    | Dobovec              | 14.501               | 1                    |                      |

| Turno preliminare | Turno preliminare    | Turno preliminare | Turno preliminare |
| Rank              | Squadra              | Coeff.            | Urna              |
| ----------------- | -------------------- | ----------------- | ----------------- |
| 9                 | Italservice          | 14.167            | 1                 |
| 10                | Prodeksim            | 14.000            | 1                 |
| 11                | Rekord Bielsko-Biała | 10.502            | 1                 |
| 12                | Chrudim              | 10.333            | 1                 |
| 13                | Vytis                | 7.749             | 1                 |
| 14                | Leo                  | 7.500             | 1                 |
| 15                | Araz Naxçıvan        | 6.999             | 1                 |
| 16                | Olmissum             | 6.834             | 1                 |
| 17                | MVFC                 | 6.500             | 1                 |
| 18                | Charleroi            | 6.000             | 1                 |
| 19                | Viten                | 5.501             | 1                 |
| 20                | St. Andrews          | 5.167             | 1                 |
| 21                | Lučenec              | 4.916             | 1                 |
| 22                | Stella Rossa         | 4.667             | 1                 |
| 23                | Hovocubo             | 4.667             | 1                 |
| 24                | Hohenstein-Ernstthal | 3.833             | 1                 |
| 25                | Shkupi               | 3.833             | 1                 |
| 26                | United Galați        | 3.667             | 1                 |
| 27                | Minerva              | 3.376             | 1                 |
| 28                | Salines              | 2.834             | 1                 |
| 29                | Omonia               | 2.417             | 1                 |
| 30                | Prishtina            | 2.334             | 1                 |
| 31                | Helvecia             | 2.168             | 1                 |

| Turno preliminare | Turno preliminare       | Turno preliminare | Turno preliminare |
| Rank              | Squadra                 | Coeff.            | Urna              |
| ----------------- | ----------------------- | ----------------- | ----------------- |
| 32                | ACCS                    | 2.084             | 2                 |
| 33                | Gentofte                | 2.084             | 2                 |
| 34                | Tbilisi SU              | 2.000             | 2                 |
| 35                | Allstars W.N.           | 2.000             | 2                 |
| 36                | Hammarby                | 1.667             | 2                 |
| 37                | Petrow                  | 1.667             | 2                 |
| 38                | Viimsi                  | 1.583             | 2                 |
| 39                | Akaa                    | 1.333             | 2                 |
| 40                | Titograd                | 1.167             | 2                 |
| 41                | Lynx                    | 1.001             | 2                 |
| 42                | Template:Calcio a 5 AEK | 0.750             | 2                 |
| 43                | Tirana                  | 0.750             | 2                 |
| 44                | Piyalepaşa              | 0.667             | 2                 |
| 45                | Utleira                 | 0.667             | 2                 |
| 46                | Ashdod                  | 0.583             | 2                 |
| 47                | Differdange 03          | 0.583             | 2                 |
| 48                | Blue Magic              | 0.583             | 2                 |
| 49                | Černo More Varna        | 0.500             | 2                 |
| 50                | PYF Saltires            | 0.500             | 2                 |
| 51                | Swansea University      | 0.250             | 2                 |
| 52                | Encamp                  | 0.250             | 2                 |
| 53                | Fiorentino              | 0.084             | 2                 |
| 54                | Rosario                 | 0.000             | 2                 |

Note
- (TH) – Squadra campione in carica

### Formula
- Fase preliminare (24 novembre 2020 - 20 febbraio 2021)

In questa fase si affrontano in 3 turni tutte le squadre. Nel primo turno partecipano 46 squadre, le vincitrici si uniranno alle 9 squadre rimanenti. Tutti i turni si disputano in gara unica.
- Fase finale (28 aprile - 3 maggio 2021)

Le 8 squadre si affrontano in una fase ad eliminazione diretta in sede unica.

## Programma
Il programma della competizione è il seguente. Tutti i sorteggi si svolgono a Nyon, in Svizzera. La competizione sarebbe dovuta iniziare ad agosto 2020, ma l'inizio è slittato a novembre a causa della Pandemia di COVID-19.
Tutti i turni saranno giocati in gara unica (la squadra che giocherà in casa sarà decisa dal sorteggio).
| Fase                 | Sorteggio        | Date                      |
| -------------------- | ---------------- | ------------------------- |
| Turno preliminare    | 27 ottobre 2020  | 24 - 29 novembre 2020     |
| Sedicesimi di finale | 9 dicembre 2020  | 15 - 16 gennaio 2021      |
| Ottavi di finale     | 21 gennaio 2021  | 18 - 20 febbraio 2021     |
| Final Eight          | Nessun sorteggio | 28 aprile - 3 maggio 2021 |

### Programma originale
Il programma originale del torneo non prevedeva nessun cambio rispetto all'edizione precedente.
| Fase              | Sorteggio              | Date                  |
| ----------------- | ---------------------- | --------------------- |
| Turno preliminare | 2 settembre 2020       | 13 - 18 ottobre 2020  |
| Turno principale  | 2 settembre 2020       | 22 - 29 novembre 2020 |
| Turno élite       | 4 dicembre 2020        | 16 - 21 febbraio 2021 |
| Fase finale       | primavera 2021 (Minsk) | 22 - 25 aprile 2021   |

## Fase preliminare

### Turno preliminare
Il turno preliminare, in programma dal 24 al 29 novembre 2020, prevede la partecipazione di 46 squadre, divise in 6 gruppi. La composizione degli accoppiamenti è stata definita tramite sorteggio il 27 ottobre alle 13:30. In corsivo sono state indicate le squadre impossibilitate a disputare l'eventuale incontro in casa.

#### Sorteggio
| Gruppo 1                                                | Gruppo 1                                                      | Gruppo 2                                        | Gruppo 2                                                 | Gruppo 3                                          | Gruppo 3                                     |
| Teste di serie                                          | Non teste di serie                                            | Teste di serie                                  | Non teste di serie                                       | Teste di serie                                    | Non teste di serie                           |
| ------------------------------------------------------- | ------------------------------------------------------------- | ----------------------------------------------- | -------------------------------------------------------- | ------------------------------------------------- | -------------------------------------------- |
| - - Chrudim - Olmissum - Lučenec - Hohenstein-Ernstthal | - - Petrow - Viimsi - Akaa - Piyalepaşa                       | - - Viten - St. Andrews - Stella Rossa - Shkupi | - - ACCS - Allstars W.N. - Blue Magic - Černo More Varna | - - Italservice - Charleroi - Salines - Prishtina | - - Titograd - Lynx - Tirana - Encamp        |
| Gruppo 4                                                | Gruppo 4                                                      | Gruppo 5                                        | Gruppo 5                                                 | Gruppo 6                                          | Gruppo 6                                     |
| Teste di serie                                          | Non teste di serie                                            | Teste di serie                                  | Non teste di serie                                       | Teste di serie                                    | Non teste di serie                           |
| - - Prodeksim - Leo - Araz Naxçıvan - Omonia            | - - Gentofte - Template:Calcio a 5 AEK - Fiorentino - Rosario | - - Vytis - Hovocubo - Minerva - Helvecia       | - - Hammarby - Utleira - Differdange 03 - PYF Saltires   | - - Rekord Bielsko-Biała - MVFC - United Galați   | - - Tbilisi SU - Ashdod - Swansea University |

#### Partite
| Squadra 1               | Risultato       | Squadra 2          |
| ----------------------- | --------------- | ------------------ |
| Olmissum                | 9 - 1           | Viimsi             |
| Hohenstein-Ernstthal    | 6 - 2           | Piyalepaşa         |
| Petrow                  | 3 - 4 (dts)     | Lučenec            |
| Chrudim                 | 2 - 1           | Akaa               |
| Shkupi                  | 3 - 0           | Blue Magic         |
| Allstars W.N.           | 2 - 6           | St. Andrews        |
| ACCS                    | 7 - 3           | Stella Rossa       |
| Viten                   | 7 - 0           | Černo More Varna   |
| Charleroi               | 13 - 1          | Lynx               |
| Prishtina               | 3 - 0           | Tirana             |
| Titograd                | 0 - 6           | Italservice        |
| Encamp                  | 3 - 10          | Salines            |
| Omonia                  | 6 - 0           | Fiorentino         |
| Prodeksim               | 28 - 1          | Rosario            |
| Gentofte                | 5 - 0 (tav.)    | Leo                |
| Template:Calcio a 5 AEK | 3 - 3 (4-3 dtr) | Araz Naxçıvan      |
| Minerva                 | 5 - 0 (tav.)    | PYF Saltires       |
| Vytis                   | 3 - 1           | Hammarby           |
| Differdange 03          | 6 - 0           | Helvecia           |
| Utleira                 | 0 - 11          | Hovocubo           |
| Rekord Bielsko-Biała    | 6 - 0           | Swansea University |
| United Galați           | 1 - 0           | Ashdod             |
| Tbilisi SU              | 3 - 4           | MVFC               |

### Sedicesimi di finale
I sedicesimi di finale, in programma dal 15 al 16 gennaio 2021, prevedono la partecipazione di 32 squadre. La composizione degli accoppiamenti è stata definita tramite sorteggio il 9 dicembre alle 14:00 (CET). In corsivo sono state indicate le squadre impossibilitate a disputare l'eventuale incontro in casa.

#### Sorteggio
| Gruppo 1                                     | Gruppo 1                                                            | Gruppo 2                                                     | Gruppo 2                                       |
| Teste di serie                               | Non teste di serie                                                  | Teste di serie                                               | Non teste di serie                             |
| -------------------------------------------- | ------------------------------------------------------------------- | ------------------------------------------------------------ | ---------------------------------------------- |
| - - Barcellona - Benfica - Dobovec - Chrudim | - - St. Andrews - Minerva - Prishtina - Differdange 03              | - - Inter - Sporting Lisbona - Italservice - Olmissum        | - - Charleroi - Hovocubo - ACCS - Gentofte     |
| Gruppo 3                                     | Gruppo 3                                                            | Gruppo 4                                                     | Gruppo 4                                       |
| Teste di serie                               | Non teste di serie                                                  | Teste di serie                                               | Non teste di serie                             |
| - - Qairat - Aqtöbe - Prodeksim - Vytis      | - - Viten - Hohenstein-Ernstthal - Shkupi - Template:Calcio a 5 AEK | - - KPRF Mosca - Gazprom Jugra - Rekord Bielsko-Biała - MVFC | - - Lučenec - United Galați - Salines - Omonia |

#### Partite
| Squadra 1               | Risultato       | Squadra 2      |
| ----------------------- | --------------- | -------------- |
| Barcellona              | 9 - 2           | Prishtina      |
| St. Andrews             | 2 - 3           | Dobovec        |
| Minerva                 | 1 - 5           | Benfica        |
| Chrudim                 | 4 - 0           | Differdange 03 |
| Inter                   | 6 - 2           | Hovocubo       |
| ACCS                    | 2 - 2 (8-7 dtr) | Italservice    |
| Olmissum                | 4 - 1           | Charleroi      |
| Sporting Lisbona        | 12 - 1          | Gentofte       |
| Template:Calcio a 5 AEK | 2 - 5           | Aqtöbe         |
| Viten                   | 3 - 5           | Qairat         |
| Prodeksim               | 5 - 1           | Shkupi         |
| Hohenstein-Ernstthal    | 0 - 2           | Vytis          |
| Salines                 | 2 - 5           | Gazprom Jugra  |
| Lučenec                 | 1 - 7           | KPRF Mosca     |
| Omonia                  | 0 - 2           | MVFC           |
| Rekord Bielsko-Biała    | 3 - 6           | United Galați  |

### Ottavi di finale
Gli ottavi di finale, in programma dal 18 al 20 febbraio 2021, prevedono la partecipazione di 16 squadre. La composizione degli accoppiamenti è stata definita tramite sorteggio il 21 gennaio alle 14:00 (CET).

#### Sorteggio
Le squadre sono state divise in due fasce in base al loro ranking UEFA: ogni squadra testa di serie incontra una squadra non-testa di serie. La squadra di casa è stata sorteggiata.
Come deciso dal Comitato Esecutivo UEFA, le squadre russe e ucraine non possono affrontarsi in questo turno: il Prodeksim è stato quindi sorteggiato nel primo incontro, con le due squadre russe (KPRF e Gazprom Jugra) che aggiunte solo successivamente all'urna delle teste di serie.
| Teste di serie                                                                                     | Non teste di serie                                                                 |
| -------------------------------------------------------------------------------------------------- | ---------------------------------------------------------------------------------- |
| - - Barcellona - Inter - Sporting Lisbona - Qairat - Benfica - KPRF Mosca - Gazprom Jugra - Aqtöbe | - - Dobovec - Prodeksim - Chrudim - Vytis - Olmissum - MVFC - United Galați - ACCS |

#### Partite
| Squadra 1        | Risultato | Squadra 2     |
| ---------------- | --------- | ------------- |
| Inter            | 4 - 2     | Prodeksim     |
| Aqtöbe           | 1 - 2     | Dobovec       |
| Qairat           | 6 - 1     | United Galați |
| Olmissum         | 1 - 2     | KPRF Mosca    |
| Benfica          | 5 - 0     | MVFC          |
| Gazprom Jugra    | 3 - 0     | Vytis         |
| Barcellona       | 2 - 1     | ACCS          |
| Sporting Lisbona | 5 - 1     | Chrudim       |

## Final eight
La final eight si terrà dal 28 aprile al 3 maggio 2021. Le partite si svolgeranno in sede unica, nella Dvorana Krešimira Ćosića di Zara. Per quanto riguarda gli accoppiamenti non è previsto alcun sorteggio: le sfide saranno determinate dai coefficienti del ranking UEFA.

### Squadre qualificate
Le seguenti 8 squadre si sono qualificate alla final eight, classificate in base al ranking UEFA.
Nella tabella le edizioni fino alla 2018 si sono disputate con la denominazione di Coppa Uefa, quelle dal 2019 in poi come Champions League. Sono mostrate solo le partecipazioni alla final four, dal 2007 in poi.
Campione e Squadra ospitante per l'anno in questione.
| Squadra          | Partecipazioni precedenti                          | Coeff. | Class. |
| ---------------- | -------------------------------------------------- | ------ | ------ |
| Barcellona       | 7 (2012, 2013, 2014, 2015, 2018, 2019, 2020)       | 69.001 | 1      |
| Inter            | 7 (2007, 2009, 2010, 2016, 2017, 2018, 2019)       | 60.667 | 2      |
| Sporting Lisbona | 6 (2011, 2012, 2015, 2017, 2018, 2019)             | 57.999 | 3      |
| Qairat           | 8 (2008, 2009, 2011, 2013, 2014, 2015, 2017, 2019) | 35.667 | 4      |
| Benfica          | 3 (2010, 2011, 2016)                               | 33.332 | 5      |
| KPRF Mosca       | 1 (2020)                                           | 24.000 | 6      |
| Gazprom Jugra    | 2 (2016, 2017)                                     | 20.333 | 7      |
| Dobovec          | Nessuna                                            | 14.501 | 8      |

### Tabellone
|  | Quarti di finale | Quarti di finale | Quarti di finale |                  |            | Semifinali | Semifinali | Semifinali |  |  | Finale | Finale | Finale |  |
|  |                  |                  |                  |                  |            |            |            |            |  |  |        |        |        |  |
|  | 1                | Barcellona       | 2                |                  |            |            |            |            |  |  |        |        |        |  |
|  | 1                | Barcellona       | 2                |                  |            |            |            |            |  |  |        |        |        |  |
|  | 8                | Dobovec          | 0                |                  |            |            |            |            |  |  |        |        |        |  |
|  | 8                | Dobovec          | 0                |                  | Barcellona | Barcellona | 3          |            |  |  |        |        |        |  |
|  |                  |                  |                  |                  | Barcellona | Barcellona | 3          |            |  |  |        |        |        |  |
|  |                  |                  | Qairat           | Qairat           | 2          |            |            |            |  |  |        |        |        |  |
|  | 4                | Qairat (dts)     | Qairat           | Qairat           | 2          | 6          |            |            |  |  |        |        |        |  |
|  | 4                | Qairat (dts)     |                  |                  |            |            |            |            |  |  |        |        |        |  |
|  | 5                | Benfica          | 2                |                  |            |            |            |            |  |  |        |        |        |  |
|  | 5                | Benfica          | 2                |                  | Barcellona | Barcellona | 3          |            |  |  |        |        |        |  |
|  |                  |                  |                  |                  |            |            |            |            |  |  |        |        |        |  |
|  |                  |                  | Sporting Lisbona | Sporting Lisbona | 4          |            |            |            |  |  |        |        |        |  |
|  | 2                | Inter            | Sporting Lisbona | Sporting Lisbona | 4          | 3          |            |            |  |  |        |        |        |  |
|  | 2                | Inter            |                  |                  |            |            |            |            |  |  |        |        |        |  |
|  | 7                | Gazprom Jugra    | 0                |                  |            |            |            |            |  |  |        |        |        |  |
|  | 7                | Gazprom Jugra    | 0                |                  | Inter      | Inter      | 2          |            |  |  |        |        |        |  |
|  |                  |                  |                  |                  | Inter      | Inter      | 2          |            |  |  |        |        |        |  |
|  |                  |                  | Sporting Lisbona | Sporting Lisbona | 5          |            |            |            |  |  |        |        |        |  |
|  | 3                | Sporting Lisbona | Sporting Lisbona | Sporting Lisbona | 5          | 3          |            |            |  |  |        |        |        |  |
|  | 3                | Sporting Lisbona |                  |                  |            |            |            |            |  |  |        |        |        |  |
|  | 6                | KPRF Mosca       | 2                |                  |            |            |            |            |  |  |        |        |        |  |

Gli orari indicati sono CEST (UTC+2).

### Quarti di finale
| Arbitri: | Nikola Jelić Borislav Kolev Cédric Pelissier |
| Crono:   | Victor Berg-Audic                            |

| |           |                             |
| Gadeia 15'04'’, 46'48'’ (t.l.) Edson 30'36'’ Tūrsağūlov 44'33'’ Fernandinho 48'48'’ Orazov 49'57'’ | Marcatori | 15'34'’ Jesus 34'32'’ Brito |

| Arbitri: | Ondřej Černý Gábor Kovács Angelo Galante |
| Crono:   | Nicola Manzione                          |

|                               |           |  |
| Ferrão 8'57'’ Aicardo 11'45'’ | Marcatori |  |

| Arbitri: | Angelo Galante Nicola Manzione Ondřej Černý |
| Crono:   | Gábor Kovács                                |

|                                             |           |  |
| C. Morales 15'51'’, 37'01'’ Tripodi 33'07'’ | Marcatori |  |

| Arbitri: | Cédric Pelissier Victor Berg-Audic Nikola Jelić |
| Crono:   | Borislav Kolev                                  |

|                                        |           |                               |
| Cavinato 1'34'’, 14'23'’ Rocha 15'35'’ | Marcatori | 8'19'’ Nijazov 14'02'’ Asadov |

### Semifinali
| Arbitri: | Angelo Galante Gábor Kovács Borislav Kolev |
| Crono:   | Nicola Manzione                            |

|                                        |           |                                                                            |
| B. Díaz 11'38'’ T. Paçó 31'45'’ (aut.) | Marcatori | 1'24'’ Cavinato 11'54'’ Guitta 23'13'’ Taynan 34'15'’ Varela 39'54'’ Erick |

| Arbitri: | Cédric Pelissier Ondřej Černý Nikola Jelić |
| Crono:   | Victor Berg-Audic                          |

|                                  |           |                                    |
| Ferrão 15'35'’, 20'53'’, 32'51'’ | Marcatori | 24'05'’ Favero 35'31'’ Fernandinho |

### Finale
| Arbitri: | Nikola Jelić Borislav Kolev Ondřej Černý |
| Crono:   | Gábor Kovács                             |

| |            | |
| Marcênio 0'51'’ Ximbinha 17'24'’ Ferrão 37'05'’ | Marcatori  | 25'48'’ Zicky 27'19'’ Erick 30'16'’ João Matos 36'26'’ Varela |
| · Dídac Plana · Marcênio · Jesús Aicardo · Dyego Zuffo · Ferrão · Óscar De la Faya · Matheus Rodrigues · André Coelho · Daniel Shiraishi · Adolfo Fernández · Esquerdinha · Joselito · Bernat Povill · Ximbinha | Formazioni | · Guitta · João Matos · Erick Mendonça · Alex Merlim · Pauleta · Gonçalo Portugal · Bernardo Paçó · Mamadú Turé · Tomás Paçó · Zicky Té · Taynan · Vinícius Rocha · Diego Cavinato · Pany Varela |
| Andreu Plaza | Allenatori | Nuno Dias |

## Classifica marcatori
- Turno preliminare: Sono state segnate 168 reti in 21 incontri (8,00 gol per partita).
- Sedicesimi di finale: Sono state segnate 105 reti in 16 incontri (6,56 gol per partita).
- Ottavi di finale: Sono state segnate 36 reti in 8 incontri (4,50 gol per partita).
- Final Eight: Sono state segnate 37 reti in 7 incontri (5,29 gol per partita).
- Totale: Sono state segnate 346 reti in 52 incontri (6,65 gol per partita).

— Squadra eliminata / inattiva in questo turno.
| Pos. | Giocatore                | Squadra                 | Fase preliminare | Fase preliminare | Fase preliminare | Final Eight | Final Eight | Final Eight | Totale |
| Pos. | Giocatore                | Squadra                 | TP               | 16               | OF               | QF          | SF          | F           | Totale |
| ---- | ------------------------ | ----------------------- | ---------------- | ---------------- | ---------------- | ----------- | ----------- | ----------- | ------ |
| 1    | Petro Šoturma            | Prodeksim               | 7                | 0                | 0                | —           | —           | —           | 7      |
| 2    | Ferrão                   | Barcellona              | —                | 0                | 1                | 1           | 3           | 1           | 6      |
| 2    | Diego Cavinato           | Sporting Lisbona        | —                | 2                | 1                | 2           | 1           | 0           | 6      |
| 4    | Daniel Araujo            | United Galați           | 0                | 5                | 0                | —           | —           | —           | 5      |
| 4    | Artem Kozel              | Viten                   | 4                | 1                | —                | —           | —           | —           | 5      |
| 6    | Erick Mendonça           | Sporting Lisbona        | —                | 1                | 1                | 0           | 1           | 1           | 4      |
| 6    | Cecilio Morales          | Inter                   | —                | 1                | 1                | 2           | 0           | —           | 4      |
| 6    | Yanar Asadov             | KPRF Mosca              | —                | 1                | 2                | 1           | —           | —           | 4      |
| 6    | Tomás Paçó               | Sporting Lisbona        | —                | 2                | 2                | 0           | 0           | 0           | 4      |
| 6    | Abdessamad Mohammed      | ACCS                    | 2                | 2                | 0                | —           | —           | —           | 4      |
| 6    | Claudio Luiz Garcia      | Prodeksim               | 3                | 1                | 0                | —           | —           | —           | 4      |
| 6    | Roninho                  | Prodeksim               | 4                | 0                | 0                | —           | —           | —           | 4      |
| 6    | Josip Sesar              | Salines                 | 4                | 0                | —                | —           | —           | —           | 4      |
| 14   | Pany Varela              | Sporting Lisbona        | —                | 1                | 0                | 0           | 1           | 1           | 3      |
| 14   | Fernandinho              | Qairat                  | —                | 0                | 1                | 1           | 1           | —           | 3      |
| 14   | Borja Díaz               | Inter                   | —                | 1                | 1                | 0           | 1           | —           | 3      |
| 14   | Birjan Orazov            | Qairat                  | —                | 1                | 1                | 1           | 0           | —           | 3      |
| 14   | Mychajlo Zvaryč          | Prodeksim               | 1                | 1                | 1                | —           | —           | —           | 3      |
| 14   | Esquerdinha              | Barcellona              | —                | 3                | 0                | 0           | 0           | 0           | 3      |
| 14   | Mykola Bilotserkivets    | Prodeksim               | 1                | 2                | 0                | —           | —           | —           | 3      |
| 14   | Valerije Jurić           | Olmissum                | 1                | 2                | 0                | —           | —           | —           | 3      |
| 14   | Artur Popławski          | Rekord Bielsko-Biała    | 1                | 2                | —                | —           | —           | —           | 3      |
| 14   | Celino Alves             | St. Andrews             | 2                | 1                | —                | —           | —           | —           | 3      |
| 14   | Mergim Dervishaj         | Prishtina               | 2                | 1                | —                | —           | —           | —           | 3      |
| 14   | Kostas Panou             | Template:Calcio a 5 AEK | 2                | 1                | —                | —           | —           | —           | 3      |
| 14   | Evgeni Peremitin         | Viten                   | 2                | 1                | —                | —           | —           | —           | 3      |
| 14   | Mats Velseboer           | Hovocubo                | 2                | 1                | —                | —           | —           | —           | 3      |
| 14   | Marvin Ghislandi         | Charleroi               | 3                | 0                | —                | —           | —           | —           | 3      |
| 14   | Nelson Lutin             | ACCS                    | 3                | 0                | 0                | —           | —           | —           | 3      |
| 14   | Stanislav Mospan         | Prodeksim               | 3                | 0                | 0                | —           | —           | —           | 3      |
| 14   | Frederico Sá Lima Torres | Differdange 03          | 3                | 0                | —                | —           | —           | —           | 3      |